# Normaltica
Normaltica is een geslacht van kevers uit de familie bladkevers (Chrysomelidae).
De wetenschappelijke naam van het geslacht werd in 2002 gepubliceerd door Konstantinov.

## Soorten
- Normaltica iviei Konstantinov, 2002
- Normaltica obrieni Konstantinov, 2002